# Emblème du Kazakhstan

L'emblème du Kazakhstan est une représentation du shanyrak (voûte supérieure de la partie d'une yourte) contre un ciel bleu qui irradie les uyks (en forme de rayons de soleil) (tenants) institué par les ailes des mythiques chevaux. La partie basse du blason porte l'inscription « Kazakhstan ». Créé en 1992, l'emblème du Kazakhstan est composé de deux couleurs : l'or et l'azur. 